# 艾爾布湖 (艾特朗)
47°47′56″N 10°33′7″E / 47.79889°N 10.55194°E

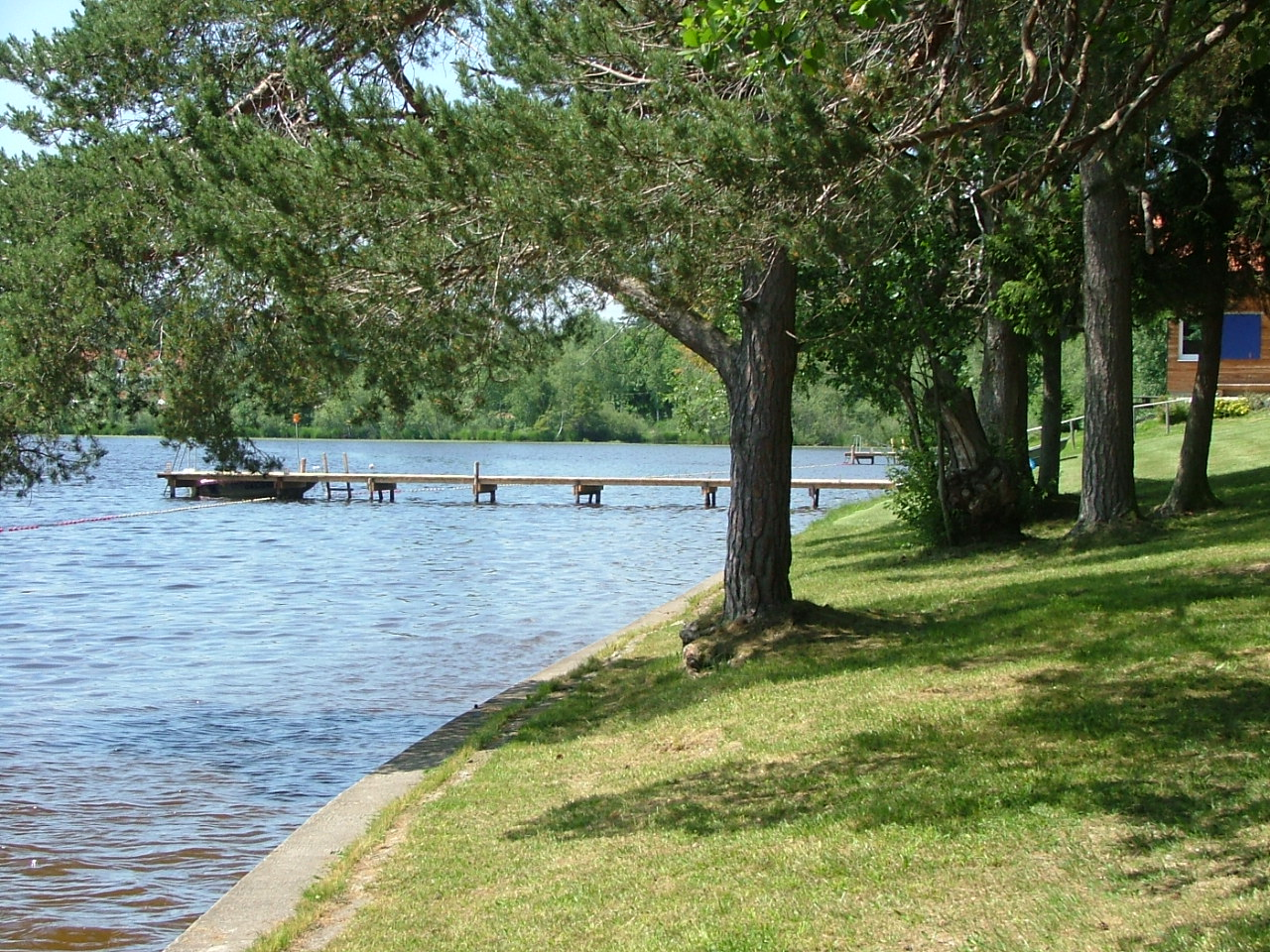

艾爾布湖（德語：Elbsee），是德國的湖泊，位於該國東南部，由巴伐利亞州負責管轄，處於艾特朗，面積0.2平方公里，海拔高度738米，最大水深4米，每年平均降雨量1,758毫米。